# Moens-Kortewegvergelijking
De Moens-Kortewegvergelijking geeft het verband weer tussen de polsgolfsnelheid in een bloedvat en de incrementele elasticiteitsmodulus van de vaatwand. 
{\displaystyle \mathrm {PWV} ={\sqrt {\dfrac {E_{\mathrm {inc} }h}{2r_{i}\rho }}}}
met hierin:
{\displaystyle \mathrm {PWV} } polsgolfsnelheid
{\displaystyle E_{\mathrm {inc} }} incrementele elasticiteitsmodulus,
{\displaystyle h} vaatwanddikte,
{\displaystyle r_{i}} inwendige straal van het bloedvat
{\displaystyle \rho } dichtheid van het bloed (ongeveer 1,06 g/ml).
Er wordt hierbij van uitgegaan dat het bloed niet viskeus is en de verhouding tussen de straal en de wanddikte over het gemeten traject niet verandert. Voor de geleidingsvaten (grote slagaders) is dit een goede benadering. Voor kleinere bloedvaten gaat de vergelijking, vanwege de viscositeit, niet meer op. In een reflectieloze toestand komt de PWV overeen met de fasesnelheid.
De formule werd afgeleid uit de tweede wet van Newton door (afzonderlijk) Adriaan Isebree Moens en Diederik Johannes Korteweg.
Frank en Bramwell en Hill hebben een andere versie van de formule afgeleid die het verband geeft tussen de polsgolfsnelheid en de compliantie.
{\displaystyle \mathrm {PWV} ={\sqrt {\dfrac {\Delta P\cdot V}{\Delta V\cdot \rho }}}={\sqrt {\dfrac {V}{C\cdot \rho }}}}
Daarbij staat P voor de druk, V voor het volume van het bloedvat en C voor de compliantie.